# Brnói szerződés
A brnói szerződést 1920. június 7-én Brnóban írta alá Ausztria és Csehszlovákia megbízottja. A szerződés értelmében mindkét ország állampolgárságot biztosít azoknak, akik beszélik az adott ország nyelvét. Mindenki osztráknak számított, akinek a hivatalos tartózkodási helye Ausztriában volt. A háború kirobbanása előtt már Ausztriában élőkre különleges szabályok vonatkoztak, míg meg nem szerezték az állampolgárságot. A zsidókon kívül rengeteg cseh, szlovák és olasz így könnyebben, gyorsabban jutott állampolgársághoz.